# Barry Jepson
Barry Jepson (29 tháng 12 năm 1929 - 8 tháng 12 năm 2001) là một cầu thủ bóng đá thi đấu ở vị trí tiền đạo trung tâm ở Football League cho Mansfield Town, Chester và Southport.